# Петровка (Мар'яновський район)
Петровка (рос. Петровка) — присілок у Мар'яновського району Омської області Російської Федерації.
Належить до муніципального утворення Шараповське сільське поселення. Населення становить 312 осіб.

## Історія
Згідно із законом від 30 липня 2004 року органом місцевого самоврядування є Шараповське сільське поселення.

## Населення
| 2010 |
| ---- |
| 312  |